# Barylypa smithii
Barylypa smithii là một loài tò vò trong họ Ichneumonidae.